# Acer jingdongense
Acer jingdongense är en kinesträdsväxtart som beskrevs av T.Z. Hsu. Acer jingdongense ingår i släktet lönnar, och familjen kinesträdsväxter. Inga underarter finns listade i Catalogue of Life.